# Маккаллин Лускский
Мак Куйлин (др.‑ирл. Mac Cuilinn), англ. Маккаллин (Maccallin) — святой, епископ Ласкский, ум. 496. День памяти — 6 сентября.
Святой Мак Куйлин(Maccallin) был ирландцем. Его настоящим именем было, по разным источникам, Луахан или Куйннид. Его также называли Макаллан (Macallan) или Маккулин Дус (Macculin Dus). Он был епископом в Ласке.
Святого Маккаллина почитают также в Шотландии.